# El más grande homenaje a Los Tigres del Norte
El más grande homenaje a Los Tigres del Norte es un álbum tributo a la banda mexicana de música norteña Los Tigres del Norte. Se lanzó en 2001.
En él participan artistas como Molotov, Maldita Vecindad, Julieta Venegas, Café Tacvba, entre otros.
| N.º | Título                    | Intérprete                                    | Duración |  |
| 1.  | «Ya Te Velé»              | Molotov                                       | 4:32     |  |
| 2.  | «La Tumba Falsa»          | Ely Guerra                                    | 3:07     |  |
| 3.  | «El Circo»                | Maldita Vecindad y los Hijos del Quinto Patio | 3:08     |  |
| 4.  | «América»                 | El Gran Silencio                              | 4:15     |  |
| 5.  | «Jefe de Jefes»           | Botellita de Jerez                            | 4:25     |  |
| 6.  | «La Puerta Negra»         | Fidel Nadal                                   | 2:09     |  |
| 7.  | «Golpes en el Corazón»    | Pesdeyet                                      | 3:34     |  |
| 8.  | «Futurismo y Tradición»   | Café Tacvba                                   | 5:15     |  |
| 9.  | «La Jaula de Oro»         | Julieta Venegas                               | 3:42     |  |
| 10. | «La Banda del Carro Rojo» | La Barranca                                   | 4:01     |  |
| 11. | «Pacas de a Kilo»         | Titán                                         | 3:56     |  |
| 12. | «El Mojado Acaudalado»    | Los Lobos                                     | 3:18     |  |
| 13. | «Un Día a la Vez»         | El Haragán y Compañía                         | 5:07     |  |